# Dystrykt Kafue
Dystrykt Kafue – dystrykt w południowej Zambii w Prowincji Lusaka. W 2000 roku liczył 150 217 mieszkańców (z czego 51,26% stanowili mężczyźni) i obejmował 29 311 gospodarstw domowych. Siedzibą administracyjną dystryktu jest Kafue.